# God's Gift - 14 Days
God's Gift - 14 Days (tiếng Hàn: 신의 선물 - 14일; Romaja: Sinui Sunmul - 14il) là bộ phim truyền hình Hàn Quốc năm 2014, được viết bởi Choi Ran (biên kịch của Huyền thoại Iljimae) với sự tham gia của các diễn viên Lee Bo-young, Jo Seung-woo, Jung Gyu-woon và Kim Yoo-bin. Phim được phát sóng trên SBS từ ngày 3 tháng 3 đến ngày 22 tháng 4 năm 2014, vào thứ 2 và thứ 3 lúc 21:55 gồm 16 tập.

## Nội dung
Kim Soo-hyun (Lee Bo-young) là một biên kịch chương trình thời sự ở đài truyền hình, cô có một cô con gái 9 tuổi tên là Han Saet-byul (Kim Yoo-bin). Một ngày, Saet-byul bị bắt cóc và giết hại. Quá đau khổ và tuyệt vọng, Soo-hyun đã tự tử nhưng cô không chết. Như một món quà của Thượng đế, cô quay lại 14 ngày, thời điểm con gái cô vẫn còn sống. Từ đây, Soo-hyun bắt đầu nhiệm vụ tìm kiếm kẻ sát nhân và giải cứu con gái với sự giúp đỡ của Ki Dong-chan (Jo Seung-woo).

## Diễn viên

### Diễn viên chính
- Lee Bo-young vai Kim Soo-hyun[2][3]

Cô là một biên kịch chương trình thời sự thành công, trở về quá khứ 14 ngày để cứu con gái.
- Jo Seung-woo vai Ki Dong-chan[4]

Anh là một cựu cảnh sát có tài nhưng đã bỏ việc vì lý do nào đó. Hiện tại, anh là một thám tử tư và giúp Kim Soo-hyun tìm ra sự thật khi cô trở về quá khứ
- Kim Tae-woo vai Han Ji-hoon

Anh là một luật sư đam mê công việc, là một người chồng mà Kim Soo-hyun vô cùng yêu thương và cũng là một người cha tận tụy đối với Saet-byul. Nhưng đằng sau Han Ji-hoon là một bí mật ẩn dấu.
- Jung Gyu-woon vai Hyun Woo-jin

Anh là đội trưởng đội cảnh sát, tốt nghiệp thủ khoa đại học cảnh sát. Anh là mối tình đầu của Kim Soo-hyun. Lức đầu khi Soo-hyun nói rằng con gái cô sẽ bị sát hại, anh không tin nhưng trong quá trình điều tra anh đã dần dần nhận ra và nỗ lực hết sức để giúp cô.
- Kim Yoo-bin vai Han Saet-byul

Con gái của Soo-hyun và Ji-hoon. Em là một cô bé dễ thương, nhanh nhẹn, luôn giúp đỡ người khác.
- Baro vai Ki Young-gyu[5]

Một thiếu niên chậm phát triển về trí tuệ. Tuy nhiên, Cậu vô cùng tốt bụng và là bạn thân của Saet-byul.
- Han Sunhwa vai Jenny[9]

Một cô gái sexy, phải lòng Ki Dong-chan.

### Diễn viên phụ
- Park Hye-sook vai Jang Mi-soon

Mẹ của Kim Soo-hyun
- Kim Jin-hee vai Joo Min-ah

Cô là cấp dưới của Kim Soo-hyun. Cô ngoại tình với Han Ji-hoon và mang thai đứa con của anh nhưng đã bị sẩy thai
- Jung Hye-sun vai Lee Soon-nyeo

Mẹ của Dong-chan và Dong-ho. Bà là người chăm sóc Young-gyu
- Jung Eun-pyo vai Ki Dong-ho

Anh trai của Dong-chan, bố của Young-gyu. Anh bị vu cáo là đã giết bạn gái của Dong-chan, Soo-jung
- Shin Goo vai Choo Byeong-woo

Một doanh nhân đóng giả là một người vô gia cư
- Ahn Se-ha vai Na Ho-gook

Cấp dưới của Ki Dong-chan khi anh còn là cảnh sát
- Yeon Jae-wook vai Wang Byeong-tae

Là hacker làm việc ở văn phòng thám tử của Ki Dong-chan
- Kang Shin-il vai Kim Nam-joon

Là Tổng thống Hàn Quốc.
- Ju Jin-mo vai Lee Myeong-han

Cố vấn của Tổng thống.
- Ye Soo-jung vai Park Ji-young

Đệ nhất phu nhân.
- No Min-woo vai Theo[10][11]

Sau khi chứng kiến vụ tự tử của anh trai, anh đã bị bệnh trầm cảm trong một thời gian dài. Anh quyết định thực hiện giấc mơ ca hát của anh trai và trở thành trưởng nhóm nhạc rock Snake. Anh là thần tượng của Saet-byul.
- Oh Tae-kyung vai Jang Moon-soo

Chủ của hàng văn phòng phẩm
- Im Ji-kyu vai Ryu Jin-woo
- Kim Min-chan vai cấp dưới của Kim Soo-hyun (ep 1)
- Lee Yeon-kyung vai chủ cửa hàng Destiny Cafe (ep 1)
- Kim Il-joong vai MC (ep 1-2)
- Lee Seung-hyung vai đạo diễn chương trình truyền hình (ep 1-2)
- Joo Ho vai Kim Joon-seo (ep 2)

Con của Tổng thống.
- Kang Sung-jin vai Cha Bong-sub (ep 3-6)

Kẻ giết người hàng loạt.
- Kwak Jung-wook vai Han Ki-tae (ep 5-6)
- Kang Byul vai bạn gái của Ki-tae (ep 6)
- Choi Min-chul
- Oh Tae-kyung
- Lee Si-won vai Lee Soo-jung

Bạn gái của Dong-chan, người đã bị sát hại

## Nhạc phim
| STT | Nhan đề                                                            | Nghệ sĩ                 | Thời lượng |
| --- | ------------------------------------------------------------------ | ----------------------- | ---------- |
| 1.  | "너에게 갈 수 있다면" (If Only I Can Go to You)                    | Song Jieun              | 4:13       |
| 2.  | "너에게 갈 수 있다면 (Inst.)" (If Only I Can Go to You (Inst.))    |                         | 4:13       |
| 3.  | "나라면" (If It Were Me)                                           | Yang Jiwon (Spica)      | 4:12       |
| 4.  | "나라면 (Inst.)" (If It Were Me (Inst.))                           |                         | 4:12       |
| 5.  | "아파서" (Because It Hurts)                                        | Sandeul (B1A4)          | 3:44       |
| 6.  | "아파서 (Inst.)" (Because It Hurts (Inst.))                        |                         | 3:44       |
| 7.  | "봄날의 꽃" (Spring Flower)                                        | Kim Joo-hoon (Remember) |            |
| 8.  | "봄날의 꽃 (Inst.)" (Spring Flower (Inst.))                        |                         |            |
| 9.  | "운명에 대하여..."                                                 | Various Artists         |            |
| 10. | "신의 선물 -14일 (Main Theme)" (God's Gift - 14 Days (Main Theme)) | Various Artists         |            |
| 11. | "오래전 기억"                                                      | Various Artists         |            |
| 12. | "묻지마 써포터즈"                                                  | Various Artists         |            |
| 13. | "슬픈 운명" (Sad Fate)                                             | Various Artists         |            |
| 14. | "헤파이토스"                                                       | Various Artists         |            |
| 15. | "Lonely Memory (동찬의 테마)" (Lonely Memory (Dong-chan's Theme))  | Various Artists         |            |
| 16. | "운명의 시작"                                                      | Various Artists         |            |
| 17. | "절망의 슬픔"                                                      | Various Artists         |            |
| 18. | "뒤바뀐 운명"                                                      | Various Artists         |            |
| 19. | "따스한 미소"                                                      | Various Artists         |            |
| 20. | "식구끼리 이러는 거 아니야"                                        | Various Artists         |            |
| 21. | "그림자 찾기"                                                      | Various Artists         |            |
| 22. | "Time Warp"                                                        | Various Artists         |            |
| 23. | "잃어버린 시간"                                                    | Various Artists         |            |
| 24. | "그림자" (Shadow)                                                  | Various Artists         |            |
| 25. | "절망의 시간"                                                      | Various Artists         |            |
| 26. | "딱지치기"                                                         | Various Artists         |            |
| 27. | "쿨한 남자"                                                        | Various Artists         |            |
| 28. | "숨소리"                                                           | Various Artists         |            |
| 29. | "어른들의 동화"                                                    | Various Artists         |            |

## Rating
| Tập        | Ngày phát sóng           | Lượt xem trung bình | Lượt xem trung bình         | Lượt xem trung bình | Lượt xem trung bình         |
| Tập        | Ngày phát sóng           | TNmS Ratings        | TNmS Ratings                | AGB Nielsen         | AGB Nielsen                 |
| Tập        | Ngày phát sóng           | Nationwide          | Seoul National Capital Area | Nationwide          | Seoul National Capital Area |
| ---------- | ------------------------ | ------------------- | --------------------------- | ------------------- | --------------------------- |
| 1          | ngày 3 tháng 3 năm 2014  | 6.7%                | 7.5%                        | 6.9%                | 7.2%                        |
| 2          | ngày 4 tháng 3 năm 2014  | 8.3%                | 9.5%                        | 7.7%                | 8.2%                        |
| 3          | ngày 10 tháng 3 năm 2014 | 8.8%                | 11.0%                       | 8.9%                | 8.9%                        |
| 4          | ngày 11 tháng 3 năm 2014 | 8.9%                | 11.3%                       | 9.1%                | 9.6%                        |
| 5          | ngày 17 tháng 3 năm 2014 | 9.3%                | 11.0%                       | 9.7%                | 10.4%                       |
| 6          | ngày 18 tháng 3 năm 2014 | 10.2%               | 12.4%                       | 9.4%                | 9.8%                        |
| 7          | ngày 24 tháng 3 năm 2014 | 10.0%               | 12.4%                       | 8.8%                | 9.5%                        |
| 8          | ngày 25 tháng 3 năm 2014 | 10.7%               | 12.8%                       | 10.6%               | 12.0%                       |
| 9          | ngày 31 tháng 3 năm 2014 | 9.5%                | 11.8%                       | 8.8%                | 9.6%                        |
| 10         | ngày 1 tháng 4 năm 2014  | 9.4%                | 10.9%                       | 9.4%                | 10.5%                       |
| 11         | ngày 7 tháng 4 năm 2014  | 9.5%                | 11.7%                       | 9.2%                | 9.7%                        |
| 12         | ngày 8 tháng 4 năm 2014  | 9.8%                | 11.7%                       | 8.9%                | 9.8%                        |
| 13         | ngày 14 tháng 4 năm 2014 | 9.5%                | 11.8%                       | 8.5%                | 8.5%                        |
| 14         | ngày 15 tháng 4 năm 2014 | 10.0%               | 12.1%                       | 8.7%                | 9.2%                        |
| 15         | ngày 21 tháng 4 năm 2014 | 8.2%                | 10.2%                       | 8.3%                | 8.9%                        |
| 16         | ngày 22 tháng 4 năm 2014 | 9.5%                | 11.6%                       | 8.4%                | 9.0%                        |
| Trung bình | Trung bình               | 9.3%                | 11.2%                       | 8.8%                | 9.5%                        |

## Giải thưởng và đề cử
| Năm  | Giải                                         | Thể loại                                      | Người nhận                   | Kết quả   |
| ---- | -------------------------------------------- | --------------------------------------------- | ---------------------------- | --------- |
| 2014 | 50th Baeksang Arts Awards                    | Best New Actor (TV)                           | Baro                         | Đề cử     |
| 2014 | 50th Baeksang Arts Awards                    | Most Popular Actor (TV)                       | Jo Seung-woo                 | Đề cử     |
| 2014 | 50th Baeksang Arts Awards                    | Most Popular Actor (TV)                       | Baro                         | Đề cử     |
| 2014 | 16th Seoul International Youth Film Festival | Best New Actor                                | Baro                         | Đề cử     |
| 2014 | 16th Seoul International Youth Film Festival | Best OST by a Male Artist                     | Because It Hurts by Sandeul  | Đề cử     |
| 2014 | 7th Korea Drama Awards                       | Best Young Actor/Actress                      | Kim Yoo-bin                  | Đề cử     |
| 2014 | 3rd APAN Star Awards                         | Best New Actor                                | Baro                         | Đề cử     |
| 2014 | 2014 SBS Drama Awards\|SBS Drama Awards      | Top Excellence Award, Actor in a Miniseries   | Jo Seung-woo                 | Đề cử     |
| 2014 | 2014 SBS Drama Awards\|SBS Drama Awards      | Top Excellence Award, Actress in a Miniseries | Lee Bo-young                 | Đề cử     |
| 2014 | 2014 SBS Drama Awards\|SBS Drama Awards      | Excellence Award, Actor in a Miniseries       | Kim Tae-woo                  | Đề cử     |
| 2014 | 2014 SBS Drama Awards\|SBS Drama Awards      | Excellence Award, Actor in a Miniseries       | Jung Gyu-woon                | Đề cử     |
| 2014 | 2014 SBS Drama Awards\|SBS Drama Awards      | Special Award, Actor in a Miniseries          | Shin Goo                     | Đề cử     |
| 2014 | 2014 SBS Drama Awards\|SBS Drama Awards      | Special Award, Actress in a Miniseries        | Jung Hye-sun                 | Đề cử     |
| 2014 | 2014 SBS Drama Awards\|SBS Drama Awards      | New Star Award                                | Han Sunhwa                   | Đoạt giải |
| 2014 | 2014 SBS Drama Awards\|SBS Drama Awards      | Netizen Popularity Award                      | Lee Bo-young                 | Đề cử     |
| 2014 | 2014 SBS Drama Awards\|SBS Drama Awards      | Netizen Popularity Award                      | Jo Seung-woo                 | Đề cử     |
| 2014 | 2014 SBS Drama Awards\|SBS Drama Awards      | Best Couple Award                             | Jo Seung-woo và Lee Bo-young | Đề cử     |